# Chris Wilder
Christopher John Wilder (Stocksbridge, Yorkshire del Sur, Inglaterra; 23 de septiembre de 1967) es un exfutbolista y entrenador inglés. Actualmente está sin club.
Su extensa carrera como jugador profesional vio hechizos en el Sheffield United (dos veces), Rotherham United, Notts County, Bradford City, Brighton & Hove Albion y Halifax Town. También estuvo cedido en cinco clubes.
Después de retirarse, se convirtió en entrenador y estuvo a cargo del Alfreton Town, Halifax Town (su último entrenador antes de la liquidación), Oxford United y Northampton Town antes de su nombramiento en el Sheffield United. Ganó el ascenso a la National League con Oxford a través de los play-offs en 2010, de la League Two como campeones con Northampton en 2016, de la League One con Sheffield United como campeones en 2017 y del Championsip con el mismo club dos años después.

## Carrera como jugador
Su carrera arrancó en el Southampton, club que abandonó sin debutar en el primer equipo. Continuó en el Sheffield United desde agosto de 1986 y durante su carrera jugó en once clubes, incluyendo el Rotherham United antes de unirse al Halifax Town en 1999.

## Carrera como técnico

### Alfreton Town
Wilder comenzó su carrera como mánager en el club Alfreton Town. Dirigió al club a partir de octubre de 2001 y en 27 semanas en el cargo ganó cuatro trofeos: Northern Counties (East) League Premier Division, League Cup, President's Cup y Derbyshire Senior Cup.

### Halifax Town
Wilder regresó al Halifax Town como mánager en julio de 2002.
Wilder se mantuvo al frente del Halifax por más de 300 partidos, hasta que el club entró en proceso de liquidación el 30 de junio de 2008.

### Oxford United
Después de menos de seis meses en Gigg Lane, Wilder se convirtió en mánager del club de Conference National Oxford United el 21 de diciembre de 2008, terminó la temporada y comenzó exitosamente la siguiente, ganando el título y obteniendo una plaza en la promoción, que disputó con el Luton Town, Rushden & Diamonds y York City. Derrotaron al Rushden & Diamonds y alcanzaron la final de la eliminatoria final, y lograron el ascenso a la división Football League derrotando al York City por 3–1.
En su primera temporada en la Football League en cuatro años, Wilder guíó al Oxford hasta una cómoda posición en mitad de la tabla. El equipo finalizó 12º, su mejor clasificación en siete años. La siguiente temporada, el Oxford ocupó puestos de play-off durante la mayor parte del año, para finalmente terminar noveno. El dirigente del Oxford Kelvin Thomas mantuvo a Wilder como mánager para la temporada 2012–13. En su tercera temporada en el Oxford falló en obtener la clasificación para los play-off, motivando una intensa especulación sobre su futuro en el club. Se ofreció a Wilder un cuarto año de contrato para la temporada 2013–14 y aceptó.
El 25 de enero de 2014 Wilder dejó el Oxford United para unirse a sus rivales de League Two Northampton Town como su mánager.

### Northampton Town
El 27 de enero de 2014 Wilder firmó un contrato de tres años y medio con el club Northampton Town. Wilder luchó con éxito contra el inminente descenso, tras haber empezado a dirigir al club en puestos de descenso de League Two. Ganó la League Two en la temporada 2015-16, con 99 puntos.

### Sheffield United
El 12 de mayo de 2016, Wilder se unió al Sheffield United como nuevo entrenador, firmó un contrato por tres años. En su primera temporada con el club, aseguró el ascenso del club a la EFL Championship con 100 puntos en la clasificación.
El 28 de abril de 2019, se confirmó que Wilder había llevado a los Blades a la Premier League tras el empate por 1-1 ante el Leeds United. Esto aseguró su segundo ascenso en solo tres años en el club.
En julio de 2019, Wilder firmó un nuevo contrato de tres años con el club. El 10 de enero de 2020, Wilder firmó una extensión de contrato por cuatro años con el club. El equipo terminó noveno en su primera temporada de regreso en la máxima categoría, la mejor desde 1991-92.
El 13 de marzo de 2021, Wilder dejó el club de mutuo acuerdo, con el club colista de la Premier League, con 14 puntos en 28 partidos.

### Middlesbrough
El 7 de noviembre de 2021, Wilder fue nombrado entrenador del Middlesbrough después de que el club se desvinculase de Neil Warnock. Después de un mes invicto en el que Boro ganó cuatro de sus cinco partidos, Wilder recibió el premio EFL Championship Manager of the Month para diciembre de 2021. Fue despedido el 3 de octubre de 2022 con el club entre los tres últimos del Championship. Habían ganado solo dos de los 11 partidos de liga jugados en la temporada 2022-23.

### Watford
El 7 de marzo de 2023, Wilder fue nombrado entrenador del Watford con un contrato hasta el final de la temporada. El 10 de mayo de 2023, fue reemplazado como entrenador y Valerien Ismael asumió su lugar, ya que su contrato a corto plazo llegó a su fin después del último partido de la temporada.

### Regreso al Sheffield United
El 5 de diciembre de 2023, fue anunciado como entrenador por segunda vez del Sheffield United.A pesar del regreso a Bramall Lane, el club descendió el 27 de abril de 2024 tras su derrota por 5-1 ante el Newcastle United. En la siguiente temporada, el equipo finalizó en la tercera posición y avanzó a los play-offs por el último ascenso a la Premier League, aunque cayeron en el último encuentro frente al Sunderland por 2-1. El 18 de junio de 2025, fue relevado de sus funciones tras la finalización de la temporada.

## Estadísticas

### Como jugador
| Club                       | País       | Año         |
| -------------------------- | ---------- | ----------- |
| Sheffield United           | Inglaterra | 1986 - 1992 |
| Walsall (cesión)           | Inglaterra | 1989        |
| Charlton Athletic (cesión) | Inglaterra | 1990        |
| Charlton Athletic (cesión) | Inglaterra | 1991        |
| Leyton Orient (cesión)     | Inglaterra | 1992        |
| Rotherham United           | Inglaterra | 1992 - 1996 |
| Notts County               | Inglaterra | 1996 - 1997 |
| Bradford City              | Inglaterra | 1997 - 1998 |
| Sheffield United           | Inglaterra | 1998 - 1999 |
| Northampton Town (cesión)  | Inglaterra | 1998        |
| Lincoln City (cesión)      | Inglaterra | 1999        |
| Brighton & Hove Albion     | Inglaterra | 1999        |
| Halifax Town               | Inglaterra | 1999 - 2001 |

### Como entrenador
| Equipo                      | Div.                | Temporada           | Liga  | Liga | Liga | Liga | Liga |       | Copa | Copa | Copa | Copa  |   | Internacional | Internacional | Internacional | Internacional | Internacional |    | Otros | Otros | Otros | Otros |     | Totales     | Totales | Totales | Totales | Totales | Totales | Totales | Totales |
| Equipo                      | Div.                | Temporada           | Part. | G    | E    | P    | Pos. | Part. | G    | E    | P    | Part. | G | E             | P             | Pos.          | Part.         | G             | E  | P     | Part. | G     | E     | P   | Rendimiento | GF      | GC      | Dif.    |         |         |         |         |
| --------------------------- | ------------------- | ------------------- | ----- | ---- | ---- | ---- | ---- | ----- | ---- | ---- | ---- | ----- | - | ------------- | ------------- | ------------- | ------------- | ------------- | -- | ----- | ----- | ----- | ----- | --- | ----------- | ------- | ------- | ------- | ------- | ------- | ------- | ------- |
| Alfreton Town Inglaterra    | 10.ª                | 2001-02             | 38    | 27   | 5    | 6    | 1.º  | 10    | 7    | 1    | 2    | -     | - | -             | -             | -             | 10            | 8             | 1  | 1     | 58    | 42    | 7     | 9   | 76.43%      | 139     | 55      | +84     |         |         |         |         |
| Alfreton Town Inglaterra    | Total               | Total               | 38    | 27   | 5    | 6    | -    | 10    | 7    | 1    | 2    | -     | - | -             | -             | -             | 10            | 8             | 1  | 1     | 58    | 42    | 7     | 9   | 76.43%      | 139     | 55      | +84     |         |         |         |         |
| Halifax Town Inglaterra     | 5.ª                 | 2002-03             | 42    | 18   | 10   | 14   | 8.º  | 1     | 0    | 0    | 1    | -     | - | -             | -             | -             | 3             | 2             | 0  | 1     | 46    | 20    | 10    | 16  | 43.48%      | 58      | 58      | +0      |         |         |         |         |
| Halifax Town Inglaterra     | 5.ª                 | 2003-04             | 42    | 12   | 8    | 22   | 19.º | 1     | 0    | 0    | 1    | -     | - | -             | -             | -             | 4             | 2             | 1  | 1     | 47    | 14    | 9     | 24  | 36.17%      | 49      | 72      | -23     |         |         |         |         |
| Halifax Town Inglaterra     | 5.ª                 | 2004-05             | 42    | 19   | 9    | 14   | 9.º  | 4     | 1    | 2    | 1    | -     | - | -             | -             | -             | 1             | 0             | 0  | 1     | 47    | 20    | 11    | 16  | 50.35%      | 81      | 65      | +16     |         |         |         |         |
| Halifax Town Inglaterra     | 5.ª                 | 2005-06             | 42    | 21   | 11   | 10   | 4.º  | 6     | 2    | 3    | 1    | -     | - | -             | -             | -             | 6             | 2             | 2  | 2     | 54    | 25    | 16    | 13  | 56.18%      | 67      | 50      | +17     |         |         |         |         |
| Halifax Town Inglaterra     | 5.ª                 | 2006-07             | 46    | 15   | 10   | 21   | 16.º | 6     | 3    | 1    | 2    | -     | - | -             | -             | -             | 5             | 3             | 1  | 1     | 57    | 21    | 12    | 24  | 43.86%      | 77      | 79      | -2      |         |         |         |         |
| Halifax Town Inglaterra     | 5.ª                 | 2007-08             | 46    | 12   | 16   | 18   | 20.º | 11    | 6    | 2    | 3    | -     | - | -             | -             | -             | 4             | 2             | 1  | 1     | 61    | 20    | 19    | 22  | 43.17%      | 85      | 90      | -5      |         |         |         |         |
| Halifax Town Inglaterra     | Total               | Total               | 260   | 97   | 64   | 99   | -    | 29    | 12   | 8    | 9    | -     | - | -             | -             | -             | 23            | 11            | 5  | 7     | 312   | 120   | 77    | 115 | 46.69%      | 417     | 414     | +3      |         |         |         |         |
| Oxford United Inglaterra    | 5.ª                 | 2008-09             | 23    | 16   | 4    | 3    | 7.º  | 3     | 3    | 0    | 0    | -     | - | -             | -             | -             | -             | -             | -  | -     | 26    | 19    | 4     | 3   | 78.21%      | 50      | 20      | +30     |         |         |         |         |
| Oxford United Inglaterra    | 5.ª                 | 2009-10             | 44    | 25   | 11   | 8    | 3.º  | 11    | 8    | 1    | 2    | -     | - | -             | -             | -             | 3             | 2             | 1  | 0     | 58    | 35    | 13    | 10  | 67.81%      | 90      | 43      | +47     |         |         |         |         |
| Oxford United Inglaterra    | 4.ª                 | 2010-11             | 46    | 17   | 12   | 17   | 12.º | 6     | 4    | 0    | 2    | -     | - | -             | -             | -             | 1             | 0             | 0  | 1     | 53    | 21    | 12    | 20  | 47.17%      | 79      | 68      | +11     |         |         |         |         |
| Oxford United Inglaterra    | 4.ª                 | 2011-12             | 46    | 17   | 17   | 12   | 9.º  | 3     | 0    | 0    | 3    | -     | - | -             | -             | -             | 2             | 1             | 0  | 1     | 51    | 18    | 17    | 16  | 46.4%       | 63      | 60      | +3      |         |         |         |         |
| Oxford United Inglaterra    | 4.ª                 | 2012-13             | 46    | 19   | 8    | 19   | 9.º  | 9     | 5    | 2    | 2    | -     | - | -             | -             | -             | 4             | 2             | 2  | 0     | 59    | 26    | 12    | 21  | 50.85%      | 83      | 79      | +4      |         |         |         |         |
| Oxford United Inglaterra    | 4.ª                 | 2013-14             | 26    | 12   | 9    | 5    | Inc. | 6     | 2    | 2    | 2    | -     | - | -             | -             | -             | 1             | 0             | 0  | 1     | 33    | 14    | 11    | 8   | 53.53%      | 44      | 35      | +9      |         |         |         |         |
| Oxford United Inglaterra    | Total               | Total               | 231   | 106  | 61   | 64   | -    | 38    | 22   | 5    | 11   | -     | - | -             | -             | -             | 11            | 5             | 3  | 3     | 280   | 133   | 69    | 78  | 55.71%      | 409     | 305     | +104    |         |         |         |         |
| Northampton Town Inglaterra | 4.ª                 | 2013-14             | 20    | 8    | 7    | 5    | 21.º | -     | -    | -    | -    | -     | - | -             | -             | -             | -             | -             | -  | -     | 20    | 8     | 7     | 5   | 51.67%      | 22      | 21      | +1      |         |         |         |         |
| Northampton Town Inglaterra | 4.ª                 | 2014-15             | 46    | 18   | 7    | 21   | 12.º | 4     | 1    | 1    | 2    | -     | - | -             | -             | -             | 2             | 1             | 0  | 1     | 52    | 20    | 8     | 24  | 43.59%      | 73      | 72      | +1      |         |         |         |         |
| Northampton Town Inglaterra | 4.ª                 | 2015-16             | 46    | 29   | 12   | 5    | 2.º  | 6     | 3    | 1    | 2    | -     | - | -             | -             | -             | 2             | 1             | 0  | 1     | 54    | 33    | 13    | 8   | 69.13%      | 96      | 62      | +34     |         |         |         |         |
| Northampton Town Inglaterra | Total               | Total               | 112   | 55   | 26   | 31   | -    | 10    | 4    | 2    | 4    | -     | - | -             | -             | -             | 4             | 2             | 0  | 2     | 126   | 61    | 28    | 37  | 55.82%      | 191     | 155     | +36     |         |         |         |         |
| Sheffield United Inglaterra | 3.ª                 | 2016-17             | 46    | 30   | 10   | 6    | 1.º  | 3     | 1    | 0    | 2    | -     | - | -             | -             | -             | 3             | 1             | 1  | 1     | 52    | 32    | 11    | 9   | 70.51%      | 106     | 56      | +50     |         |         |         |         |
| Sheffield United Inglaterra | 2.ª                 | 2017-18             | 46    | 20   | 9    | 17   | 10.º | 5     | 3    | 0    | 2    | -     | - | -             | -             | -             | -             | -             | -  | -     | 51    | 23    | 9     | 19  | 50.98%      | 68      | 62      | +6      |         |         |         |         |
| Sheffield United Inglaterra | 2.ª                 | 2018-19             | 46    | 26   | 11   | 9    | 2.º  | 2     | 0    | 1    | 1    | -     | - | -             | -             | -             | -             | -             | -  | -     | 48    | 26    | 12    | 10  | 62.5%       | 79      | 43      | +36     |         |         |         |         |
| Sheffield United Inglaterra | 1.ª                 | 2019-20             | 38    | 14   | 12   | 12   | 9.º  | 6     | 4    | 0    | 2    | -     | - | -             | -             | -             | -             | -             | -  | -     | 44    | 18    | 12    | 14  | 50%         | 48      | 45      | +3      |         |         |         |         |
| Sheffield United Inglaterra | 1.ª                 | 2020-21             | 28    | 4    | 2    | 22   | Inc. | 4     | 3    | 1    | 0    | -     | - | -             | -             | -             | -             | -             | -  | -     | 32    | 7     | 3     | 22  | 25.01%      | 23      | 49      | -26     |         |         |         |         |
| Middlesbrough Inglaterra    | 2.ª                 | 2021-22             | 29    | 14   | 6    | 9    | 7.º  | 4     | 2    | 1    | 1    | -     | - | -             | -             | -             | -             | -             | -  | -     | 33    | 16    | 7     | 10  | 55.55%      | 45      | 36      | +9      |         |         |         |         |
| Middlesbrough Inglaterra    | 2.ª                 | 2022-23             | 11    | 2    | 4    | 5    | Inc. | 1     | 0    | 0    | 1    | -     | - | -             | -             | -             | -             | -             | -  | -     | 12    | 2     | 4     | 6   | 27.78%      | 13      | 17      | -4      |         |         |         |         |
| Middlesbrough Inglaterra    | Total               | Total               | 40    | 16   | 10   | 14   | -    | 5     | 2    | 1    | 2    | -     | - | -             | -             | -             | -             | -             | -  | -     | 45    | 18    | 11    | 16  | 48.15%      | 58      | 53      | +5      |         |         |         |         |
| Watford Inglaterra          | 2.ª                 | 2022-23             | 11    | 3    | 3    | 5    | 11.º | -     | -    | -    | -    | -     | - | -             | -             | -             | -             | -             | -  | -     | 11    | 3     | 3     | 5   | 36.36%      | 15      | 15      | +0      |         |         |         |         |
| Watford Inglaterra          | Total               | Total               | 11    | 3    | 3    | 5    | -    | -     | -    | -    | -    | -     | - | -             | -             | -             | -             | -             | -  | -     | 11    | 3     | 3     | 5   | 36.36%      | 15      | 15      | +0      |         |         |         |         |
| Sheffield United Inglaterra | 1.ª                 | 2023-24             | 24    | 2    | 5    | 17   | 20.º | 2     | 1    | 0    | 1    | -     | - | -             | -             | -             | -             | -             | -  | -     | 26    | 3     | 5     | 18  | 17.95%      | 30      | 70      | -40     |         |         |         |         |
| Sheffield United Inglaterra | 2.ª                 | 2024-25             | 46    | 28   | 8    | 10   | 3.º  | 3     | 1    | 0    | 2    | -     | - | -             | -             | -             | 3             | 2             | 0  | 1     | 52    | 31    | 8     | 13  | 64.75%      | 74      | 42      | +32     |         |         |         |         |
| Sheffield United Inglaterra | Total               | Total               | 274   | 124  | 57   | 93   | -    | 25    | 13   | 2    | 10   | -     | - | -             | -             | -             | 6             | 3             | 1  | 2     | 305   | 140   | 60    | 105 | 52.46%      | 428     | 357     | +71     |         |         |         |         |
| Total en su carrera         | Total en su carrera | Total en su carrera | 966   | 428  | 226  | 312  | -    | 117   | 60   | 19   | 38   | -     | - | -             | -             | -             | 54            | 29            | 10 | 15    | 1137  | 517   | 255   | 365 | 52.95%      | 1657    | 1364    | +293    |         |         |         |         |
| 1. 2.                       |                     |                     |       |      |      |      |      |       |      |      |      |       |   |               |               |               |               |               |    |       |       |       |       |     |             |         |         |         |         |         |         |         |

#### Resumen por competiciones
| Competición                            | Partidos | Ganados | Empatados | Perdidos | %      |
| -------------------------------------- | -------- | ------- | --------- | -------- | ------ |
| Northern Counties East Football League | 38       | 27      | 5         | 6        | 75.44% |
| National League                        | 333      | 141     | 82        | 110      | 50.55% |
| EFL League Two                         | 276      | 120     | 72        | 84       | 52.18% |
| EFL League One                         | 46       | 30      | 10        | 6        | 72.47% |
| EFL Championship                       | 192      | 95      | 41        | 56       | 56.6%  |
| Premier League                         | 90       | 20      | 19        | 51       | 29.26% |
| FA Cup                                 | 56       | 24      | 11        | 21       | 49.41% |
| EFL Cup                                | 20       | 6       | 3         | 11       | 35%    |
| FA Trophy                              | 19       | 10      | 4         | 5        | 59.65% |
| FA Vase                                | 3        | 1       | 1         | 1        | 44.44% |
| Conference League Cup                  | 4        | 3       | 0         | 1        | 75%    |
| NCEL League Cup                        | 5        | 5       | 0         | 0        | 100%   |
| Oxfordshire Senior Cup                 | 13       | 12      | 0         | 1        | 92.31% |
| EFL Trophy                             | 32       | 15      | 6         | 11       | 53.13% |
| NCEL President's Cup                   | 5        | 4       | 0         | 1        | 80%    |
| Derbyshire Senior Cup                  | 5        | 4       | 1         | 0        | 86.67% |
| TOTAL                                  | 1137     | 517     | 255       | 365      | 52.95% |

## Palmarés

### Como entrenador

#### Títulos nacionales
| Título              | Club             | País       | Año     |
| ------------------- | ---------------- | ---------- | ------- |
| Football League Two | Oxford United    | Inglaterra | 2015-16 |
| Football League One | Northampton Town | Inglaterra | 2016-17 |